# Lough Derg (Shannon)
Lough Derg (irl. Loch Deirgeirt) – jezioro w środkowej Irlandii, na rzece Shannon, położone na granicy hrabstw Clare, Galway i Tipperary. 
Lough Derg ma 39 km długości, od 1 do 13 km szerokości, a jego powierzchnia wynosi 96 km². Na jeziorze znajdują się liczne wyspy.
Głównymi miejscowościami położonymi nad jeziorem są miasta Portumna (na północnym brzegu) oraz Killaloe i Ballina (na południowym skraju jeziora).